# Acalypha capensis
Acalypha capensis är en törelväxtart som först beskrevs av Carl von Linné d.y., och fick sitt nu gällande namn av David Prain. Acalypha capensis ingår i släktet akalyfor, och familjen törelväxter. Inga underarter finns listade i Catalogue of Life.